# Manuel Póvoa dos Reis
Manuel Póvoa dos Reis (Eirol, Aveiro, 20 de outubro de 1907 - Coimbra, 4 de junho de 1991) foi um padre e cientista Português.

## Biografia
O Cónego Póvoa dos Reis, ou Padre Póvoa como gostava de ser tratado, nasceu em Eirol no dia 20 de Outubro de 1907, filho de proprietários rurais abastados. Tendo nascido numa zona rural, cedo começou a ganhar gosto pela botânica, estudou na escola da sua terra e posteriormente no Liceu de Aveiro, em outubro de 1930 ingressou no seminário de Coimbra sendo ordenado em 1936. 
Foi professor de educação moral e religiosa no Liceu D. João III e na Escola de enfermagem Ângelo da Fonseca e professor de ciências no seminário de Coimbra. No ano de 1943 foi nomeado membro da Sociedade Broteriana, em 1956 foi nomeado assistente extraordinário da Faculdade de Ciências da Universidade de Coimbra, a 4 de maio de 1957 foi nomeado Cónego da Sé catedral de Coimbra, e em 1979 foi nomeado membro da Academia de Ciências de Nova Iorque. Foi um dos mais notáveis investigadores de algas vermelhas do século xx, tendo feito descobertas de dezenas de espécies que até então eram desconhecidas ao nível mundial, publicando as respetivas descrições em revistas da especialidade, e criando um herbanário especializado nesse tipo de plantas. Nas décadas de 1950 e 1960 promovia em Eirol "campos de férias", com o objetivo de fazer campanhas de estudos científicos com jovens oriundos de universidades e instituições de vários países, mas também com propósitos de aprofundar a fé, e a realização de trabalhos de âmbito social, tendo criado por isso na sua terra natal o IDESO (Instituto Dom Ernesto Sena de Oliveira) com instalações para albergar os jovens e a pesquisa cientifica. 
O cónego Póvoa dos Reis foi capelão da Universidade de Coimbra, também assistente da Juventude Estudantil Católica (JEC), tendo prestado um grande apoio aos jovens, sendo responsável pelo pagamento dos estudos de muitos deles. Em Eirol o cónego Póvoa dos Reis foi um dos fundadores da Mocidade Desportiva Eirolense, tendo doado uma das suas propriedades para a construção do parque desportivo que, para o homenagear, hoje tem o nome de Campo Cónego Póvoa dos Reis, tendo também doado propriedades aos mais desfavorecidos, e deixou em testamento o resto á Diocese de Coimbra, realçando assim a sua humildade que quem privou com ele destaca nas suas características pessoais. Também na sua terra natal foi-lhe prestada homenagem pela população dando o seu nome a uma das principais ruas da freguesia. Faleceu a 4 de junho de 1991 em Coimbra. 
No ano de 2019 o Seminário de Coimbra abriu ao publico o espaço museológico Cónego Póvoa dos Reis que contem a "Sala dos Bichos"/ Museu de história Natural e os laboratórios de física e química fundados por ele. 
O IDESO hoje em dia já não é dedicado ao estudo cientifico, sendo agora um espaço exclusivamente dedicado á área religiosa com os convívios fraternos. 

Na homenagem que se encontra no parque desportivo de Eirol encontra-se uma frase que resume a sua vida: " A ciência e a fé na humildade do Homem". 